# Ласуриа, Мушни Таевич
Мушни Таевич Ласуриа (абх. Мушьни Таииа-иԥа Лашәриа; 16 января 1938 — 26 сентября 2024) — абхазский и советский поэт, писатель, переводчик, критик, литературовед. Председатель Ассоциации писателей Абхазия. Академик Академии наук Абхазии. Народный поэт Абхазии (2009).

## Творчество
В становлении поэта значительную роль сыграл традиционный духовный опыт, в особенности поэзия Д. И. Гулиа, И. А. Когониа, Б. В. Шинкуба.
В стихах и поэмах поэта значительное место занимают тема судьбы родины и народа, любви и красоты, человека и природы, философских размышлений о добре и зле, о жизни и смерти, о времени и о себе.
В 60–70-е лирика Мушни Ласуриа оказала значительное влияние на процесс формирования новой поэтической культуры, раскрытия внутреннего мира человека, переживаний лирического героя.
Мушни Ласуриа внёс значительный вклад и в абхазское литературоведение и критику. Он автор многих статей и ряда книг, посвященных проблемам истории абхазской литературы, творчеству Д. И. Гулиа, И. А. Когониа, Б. В. Шинкуба, Ш. Л. Цвижба, К. К. Агумаа, М. А. Лакрба, К. Ш. Чачхалиа, А. Н. Гогуа, Ш. Е. Чкадуа, А. Н. Джонуа, И. К. Тарба, М. И. Микана, Ф. А. Искандера и др.
Произведения поэта переведены на русский язык такими высококлассными мастерами слова, как Ф. Искандер, С. Куняев, А. Передреев, М. Синельников.
На слова Ласуриа создан ряд современных лирических песен, входящих в репертуар национального хора и эстрадных коллективов.

## Биография
Родился 16 января 1938 года в селе Кутол. Учился в Кутолской восьмилетней школе, Сухумском государственном педагогическом училище, на абхазском отделении филологического факультета Сухумского государственного педагогического института им. А. М. Горького в Москве, аспирантуре Института мировой литературы им. А. М. Горького АН СССР.
Стихи начал писать в 13 лет. В становлении поэта значительную роль сыграл традиционный духовный опыт, в особенности поэзия Д. И. Гулиа, И. А. Когониа, Б. В. Шинкуба. Первое стихотворение Ласуриа было опубликовано в 1955,  во втором номере журнала «Алашара».
В 1965—1967 — литературный сотрудник газеты «Аԥсны ҟаԥшь» (с абх. — «Красная Абхазия), в 1967—1970 — заведующий отделом поэзии, критики и публицистики, редакции журнала «Алашара» (с абх. — «Свет»).
В 1974 году Мушни Ласуриа в ИМЛИ АН СССР защитил кандидатскую диссертацию «Творчество И. А. Когониа и развитие эпических жанров в абхазской советской поэзии», которая в 1979 году в городе Сухум была издана отдельной книгой.
1974—1978 — главный редактор издательства «Алашара», в 1979—1986 — председатель Правления Союза Писателей Абхазской АССР, с 1978 — старший научный сотрудник АбИЯЛИ (ныне — Абхазский институт гуманитарных исследований им. Д. И. Гулиа), с 1988 — заведующий отделом литературы (член ученого Совета) АбИЯЛИ.
Составитель, автор предисловия «Антологии абхазской поэзии. XX в.», в 2 томах. Переиздана в качестве однотомника в 2009 под грифом АбИГИ.
С 2003 года президент Ассоциации писателей Абхазии; один из редакторов, затем главный редактор литературно-общественной газеты «Ецваджаа» (с абх. — «Созвездие»), которая начала выходить в 2003 году.
В 1994—1996 годах под руководством Мушни Ласуриа по Абхазскому телевидению была показана серия телепередач под общим названием «Страницы абхазской поэзии». В них было широко представлено творчество Д. И. Гулиа, Г. М. Чачба, С. Я. Чанба, И. А. Когониа, М. А. Лакрба, О. Б. Бейгуаа, Л. Б. Квициниа, А. Е. Ласуриа, А. Н. Джонуа, Ш. Л. Цвижба, К. Ш. Чачхалиа, В. П. Анкваба, И. К. Тарба и другие.
Мушни Ласкриа является одним из инициаторов создания Ассоциации писателей Абхазии, налаживания тесных контактов с Международным сообществом писательских союзов. Также по инициативе Ласуриа были созданы газеты «Ецәаџьаа» и ж. «Аҟәа-Сухум», издаваемые под его руководством. Значителен вклад Ласуриа в подготовку и проведение Дней советской литературы в Абхазии (1984) с участием крупнейших писателей и 90-летия со дня рождения народного поэта Абхазии Баграта Васильевича Шинкуба, в 2007 году, с приглашением видных представителей российской литературной общественности.
Умер 26 сентября 2024 года в возрасте 86 лет.

## «Евгений Онегин» и другие переводы
В 2010 году, в городе Москва, в Георгиевском зале Кремля, Президент Российской Федерации Дмитрий Анатольевич Медведев вручил Мушни Ласуриа Медаль Пушкина. Знаменательным событием стал факт прочтения абхазским поэтом на торжественной церемонии отрывка из «Евгения Онегина» на абхазском языке, успешно переведённого Ласуриа и изданного отдельной книгой в городе Сухум ещё в 1969 году. Особый колорит событию придавал абхазский национальный наряд, в котором поэт представлял Республику Абхазия.
Он также известен как переводчик на абхазский язык Нового Завета, поэм Михаила Юрьевича Лермонтова «Мцыри» и «Демон», Шота Руставели «Витязь в тигровой шкуре», ряда произведений Джорджа Байрона, Шандора Петефи, «Песни о Гайавате» Генри Лонтфелло, башкирского эпоса «Урал-Батыр» и др.
- Михаил Лермонтов. Мцири. Апоема. Ажурнал «Алашара», 1964; 5 (хаз шәҟәны - 1967 шықәсазы).
- Александр Пушкин. Евгени Онегин. Иажәеинраалоу ароман. Актәи ахы. Ажурнал «Алашара», 1963; 3 (хаз шәҟәны актәи атыжьра - 1969 шықәсазы, аҩбатәи - 1979 шықәсазы).
- Шоҭа Русҭавели. Абжьас-цәа зшәу. апоема. Ацыԥҵәаха. Ажурнал «Алашара», 1972; 10/хаз шәҟәны - 1978шықәса/.
- Џьорџь Баирон. Шилонтәи атҟәа. Апоема. Ажурнал «Алашара», 1976; 5 /хаз шәҟәны - 1978 шықәсазы/.
- Михаил Лермонтов. Аԥсыҳарам. Апоема. Ажурнал «Алашара», 1984; 6 /аизга «Абиԥарақәа рашәаҿ»/.
- Абиԥарақәа рашәа. Аиҭагақәа реизга. Аҟәа, 1984 шықәса.
- Генри Лонгфелло. Гаиавата изы ашәа. Апоема. Ацыԥҵәахақәа.

Ажурнал «Алашара», 1988; 8, 9, 10 /апоема нагзаны сиҭагоуп, хаз шәҟәны иҭыжьым/.
- Шандор Петефи /Петиофи/. Иалкаау. Иеитаргеит Б. Шьынқәба,

Мушьни Лашәриа. Аҟәа, 1995 шықәса.
- Арабтә классикатә лирикахьтә. Агазет «Аԥсны», цәыббрамза 21, 1995 шықәса.
- Ауасиаҭ ҿыц. 2004 шықәса.

## Награды
- Орден «Честь и слава» I степени (16 января 2018 года) — за выдающиеся заслуги в деле развития абхазской поэзии, литературоведении и художественной литературы[5][6]
- Орден «Честь и слава» II степени
- Орден «Честь и слава» III степени
- Орден «Знак Почёта» (1986)[6]
- Медаль Пушкина (4 ноября 2010 года, Россия) — за большой вклад в развитие культурных связей с Российской Федерацией, сохранение и популяризацию русского языка и русской культуры за рубежом[7].
- Народный поэт Абхазии (2009)[6]